# Dekanat Kranj
Dekanat Kranj – jeden z 17 dekanatów rzymskokatolickich wchodzących w skład archidiakonatu Gorenjskiego archidiecezji lublańskiej w Słowenii. 
Według danych na październik 2015 roku, w jego skład wchodziło 11 parafii.

## Lista parafii
Źródło:
| Lp. | Miejscowość         | Parafia                                         | Proboszcz         | Kościół                                                          | Grafika |
| --- | ------------------- | ----------------------------------------------- | ----------------- | ---------------------------------------------------------------- | ------- |
| 1   | Besnica             | Parafia św. Egidija, opata                      | Andrej Jemec      | Kościół św. Egidija w Besnica                                    |         |
| 2   | Kokrica             | Parafia św. Wawrzyńca, diakona i męczennika     | Jože Klun         | Kościół św. Wawrzyńca w Kokrica                                  |         |
| 3   | Kranj               | Parafia św. Kancijana i towarzyszy, męczenników | Vinko Podbevšek   | Kościół św. Kancijana i towarzyszy w Kranj                       |         |
| 4   | Kranj−Drulovka/Breg | Parafia Matki Bożej Wspomożenia Wiernych        | Ciril Plešek      | Kościół Matki Bożej Wspomożenia Wiernych w Kranj−Drulovka/Breg   |         |
| 5   | Kranj−Primskovo     | Parafia Wniebowzięcia Najświętszej Maryi Panny  | Franc Godec       | Kościół Wniebowzięcia Najświętszej Maryi Panny w Kranj−Primskovo |         |
| 6   | Kranj−Šmartin       | Parafia św. Marcina, biskupa                    | Bojan Likar       | Kościół św. Marcina w Kranj−Šmartin                              |         |
| 7   | Kranj−Zlato polje   | Parafia św. Modesta, apostoła Słoweńców         | Erik Švigelj      | Kościół św. Modesta w Kranj−Zlato polje                          |         |
| 8   | Mavčiče             | Parafia Nawrócenia św. Pawła                    | Janez Šavs        | Kościół Nawrócenia św. Pawła w Mavčiče                           |         |
| 9   | Naklo               | Parafia św. Piotra Apostoła                     | Janez Zupanc      | Kościół św. Piotra Apostoła w Naklo                              |         |
| 10  | Podbrezje           | Parafia św. Jakuba Apostoła                     | msgr. Janez Rihar | Kościół św. Jakuba Apostoła w Podbrezje                          |         |
| 11  | Predoslje           | Parafia św. Sykstusa, papieża i męczennika      | Janez Jenko       | Kościół św. Sykstusa w Predoslje                                 |         |